# 坂上隆祥
坂上 隆祥（さかがみ りゅうしょう、1915年（大正4年）4月13日 - 1993年（平成5年）12月28日）は、日本の武道家。段位は空手道範士九段、剣道範士七段、居合道範士八段、杖道教士七段。空手家の摩文仁賢和の高弟で、糸洲派正統第三世を継承した。本名、坂上博一（ひろかず）。

## 経歴
1915年兵庫県川西市生まれ、8歳より剣道を伊丹市の修武館道場で学び、後に富山円、志賀矩両範士に師事する。14歳の時に、地元在住、沖縄県出身の玉城より、松茂浪派（泊手）の空手を学ぶ。1933年より居合道無双直伝英信流を穂岐山波雄、福井春政両範士に学ぶ。
1935年4月、国士舘剣道科（現・国士舘大学）に入学。在学中に、沖縄県出身で同期の石川春善と共に、当時笹塚に住んでいた屋比久孟伝より空手道並びに琉球古武道を学ぶ。またその頃、再々沖縄県に渡り、花城長茂や城間真繁などに指導を仰ぐ。沖縄の指導者の紹介により、1937年5月より摩文仁賢和師に随身、糸東流空手道及び琉球古武道の修行を開始。
1940年3月、郷里自宅に「糸東流空手道坂上道場」を開設。同年5月、紀元2600年奉祝武徳祭に京都旧武徳殿で、摩文仁賢和師と演武を行う。
1941年12月1日、糸東流空手道師範免状第3号を授与される。1944年4月17日には、大日本武徳会（会長：東條英機）より空手道錬士の称号を授与される。
1952年1月2日、摩文仁賢和師の命により「糸洲派正統第三世」を継承する。
1953年に上京、1954年8月、東京葛飾区に「日本玄武館空手道場」を開設。1955年6月横浜市鶴見区に道場を移し、「全日本空手道糸洲会」と改称。総本部道場と定め、空手道、剣道、居合道、杖道、琉球古武道を指導する総合武道場として開設する。この道場から、全日本剣道選手権大会優勝者宮崎正裕・史裕兄弟を輩出した。
1960年、平信賢師より琉球古武道師範免状を授与、1963年には、同師より琉球古武道八段範士を授与される。1964年、全日本空手道連盟設立発起人に参画。
1969年、自らの空手道会派を「日本空手道糸洲会」、流名を「糸洲流」と正式に命名。
1974年、（財）全日本空手道連盟より空手道八段を授与、また1980年には同連盟より範士号を授与される。1981年1月15日、日本武道協議会より永年にわたり空手道普及発展に寄与した功績に対し、第1回武道功労者表彰を受賞する。
1984年、琉球古武道「金剛流」を創流。
1992年8月19日、日本空手道連合会より空手道十段を授与される。
1993年12月28日、逝去。享年78。1994年6月22日、財団法人全日本空手道連盟より空手道九段を追授される。

## 主な著作
- 「琉球古武道シリーズI－ヌンチャク」（1968年6月1日－東海堂）
- 「琉球古武道シリーズII－津堅志多伯のサイ」（1971年9月1日－東海堂）
- 「琉球古武道シリーズIII－浜比嘉のトンファー」（1974年9月1日－東海堂）
- 「沖縄古武道ヌンチャク　アンド　サイ」（英語版－1974年11月1日）
- 「沖縄古武道ヌンチャク　アンド　サイ」（イタリア語版－1979年12月20日）
- 「沖縄古武道ヌンチャク　アンド　サイ」（日本語版－1983年－日貿出版社）
- 「空手道大鑑平安編」（1976年）
- 「糸洲流空手道－通信教育空手道講座－教本」（1974年－九星）
- 「空手道型大艦」（1978年－日貿出版社）

## その他の出版物
- 「ヌンチャク技術」（8mmフィルム）－（1975年－東海堂）